# 호국 불교 사상
호국 불교 사상(護國佛敎思想, 영어: patriotic Buddhism, Buddhism for national protection, Hoguk Bulgyo) 또는 호국 사상(護國思想)은 진호국가(鎭護國家), 즉  불교의 교법(敎法)으로 난리와 외세를 진압하고 나라를 지킨다는 불교 사상으로 다른 불교 국가에서는 거의 나타나지 않은 중국.태국 군불교 및 한국 특유의 불교 사상이다.
4세기경 삼국 시대에 불교가 최초로 중국을 통해 전래되었을 때, 고구려 · 백제 · 신라의 삼국에서 불교는 모두 선인선과(善因善果)의 인과를 가르치는 새로운 종교로서뿐만 아니라 새로운 주술(呪術)로도 여겨져 토속 신앙인 무속 신앙과 융합되어 무속 신앙적인 성격을 가졌으며 또한 고대 국가 건설의 정신적인 기둥의 역할을 하는 호국 사상의 성격을 띄었다.
한국 불교에서 호국 불교 사상이 본격적으로 형성된 것은 신라에 불교가 토착화되면서부터이다.  신라의 불국토 사상은 호국 불교 사상과 결부되어 삼국 통일의 밑거름이 되었다.
호국 불교 사상은 신라 시대 이후에도 계속되었다. 고려 시대의 《고려대장경(高麗大藏經)》 판각 사업,  임진왜란 때의 승병의 활동, 3·1 운동 때 민족대표 33인 중 백용성(白龍城) · 한용운(韓龍雲)의 두 고승이 참여한 것 등은 모두 호국 불교 사상이 한국 불교에서 면면히 이어져 온 것을  보여준다.

## 사상의 성립
신라에서는 6세기경부터 토착적인 화랑도의 전통과 외부로부터 새로이 도입된 종교인 불교의 교리, 그중에서도 특히 《인왕반야바라밀경(仁王般若波羅密經)》에 근거한 진호국가(鎭護國家)의 교리가 융합되어, 신라의 불교는 불력(佛力)으로 국가를 지키고 국민 사상을 계발시키는 구심점을 이루게 되었다.
이러한 호국 불교의 사상이 확립되는 과정을 요약하면 다음과 같다.
1. 이차돈은 순교 직전에 자기가 죽는 것은 임금을 위한 신하의 길이요, 자기가 죽음으로써 불교가 공인되면 나라가 태평하고 임금이 편안할 것이라고 말하여 충성과 순교 정신을 연결시켰다.[5]
2. 진흥왕 때 혜량(惠亮)이 백고강좌회(百高講座會)와 8관재회를 개설하니 국가를 위한 불교행사의 효시가 되었다.[5]
3. 진흥왕 33년에 전사한 사졸을 위하여 팔관연회를 7일간 열었다.[5]
4. 진흥왕 37년에 화랑도를 인재 등용기관으로 하였고 이들의 교육 지침으로 원광(圓光)이 세속5계를 지어 주었으며 35년에 황룡사에서 백고좌를 설하고 원광 등이 경을 설하였다.[5]
5. 자장(慈藏: 590-658)은 신라의 불교는 결코 새로운 종교가 아니며 과거세(過去世)부터 오늘에 이르기까지 불교와 인연(因緣) 깊은 이상국(理想國)이라고 역설하는 불국토 사상을 제창했다.[4] 불국토 사상은 호국 불교 사상과 결부되어 불교의 유통과 일반 국민의 국가 사상을 고취시켰으며, 이러한 국민사상이 신라에 의한 삼국 통일의 밑거름이 되었다.[4]
6. 선덕여왕 14년에 자장(慈藏)의 건의로 황룡사 9층탑을 세우니 일본 · 중국 등 9개의 적을 진압하기 위해서였다.[5]
7. 문무왕 때 신혜 법사(信惠法師)가 중앙 관직에 임명되었고 명랑 법사(明朗法師)의 건의에 따라 당병(唐兵) 방어책으로 사천왕사(四天王寺)를 지으니 삼국 통일의 상징처럼 되었다.[5]

## 사상의 계승
신라에서 확립된 호국 불교 사상은 신라 시대 이후에도 계속되었다. 고려 고종(高宗) 23년(1236)에 착수한 《고려대장경(高麗大藏經)》 판각 사업은 외적을 퇴치하기 위하여 국가와 국민이 단합하여 완성한 호국불사(護國佛事)이다. 조선 시대의 임진왜란 때 왜적의 침략을 막기 위하여 일어선 서산(西山) · 사명(四溟)을 위시한 의승군(義僧軍)의 활약 역시 호국 불교 사상의 발로였다. 3·1 만세 운동(三一萬歲運動) 때 민족대표 33인 중 백용성(白龍城) · 한용운(韓龍雲)의 두 고승이 참여함으로써 한국 불교의 호국 불교 사상은 현대에까지 계승되어 왔다.

## 참고 문헌
- 이 문서에는 다음커뮤니케이션(현 카카오)에서 GFDL 또는 CC-SA 라이선스로 배포한 글로벌 세계대백과사전의 내용을 기초로 작성된 글이 포함되어 있습니다.